# Бинич, Драгиша
Дра́гиша Би́нич (серб. Драгиша Бинић / Dragiša Binić; 20 октября 1961, Крушевац, ФНРЮ) — югославский и сербский футболист, нападающий. Выступал за сборную Югославии.

## Биография
Начинал карьеру в команде «Напредак» в 1983 году. В 1987 году перешёл в «Црвену Звезду», где отыграл только один сезон, после чего уехал за границу. Играл за французский «Брест» и испанское «Леванте», но в 1990 году вернулся в «Црвену Звезду», в составе которой выиграл Кубок европейских чемпионов. В финале Кубка был повержен «Марсель» по серии пенальти (Бинич, как и другие игроки команды, реализовал свой пенальти).
После распада страны уехал в Чехословакию, где заключил контракт со «Славией» (он стал первым иностранцем в составе клуба). Отыграв там два сезона, сначала уехал на Кипр, а затем в Японию. Завершил карьеру игрока в 1995 году.
Сыграл всего три игры в сборной, забил один гол за сборную Югославии.

## Личная жизнь
Есть сын Владан, также футболист.